# Fuelblooded
Fuelblooded (voorheen Sacramental Sachem) is een melodieuze death/thrashmetalband uit 's-Hertogenbosch (Nederland). De band werd opgericht in 2002. In 2010 tekende de band een contract bij Copro Records. Op dit moment (juli 2013) staat de band op non-actief.

## Huidige bandleden
- Michiel Rutten - gitaar
- Tim Verheijden - drums
- Michel Steenbekkers - basgitaar

## Voormalige bandleden
- Norbert Moen - drums
- Peter Brinkman - zang
- Danny Tunker - gitaar (ex-Form)

Ouder:
- Mark van Empel-zang
- Michiel Stekelenburg - gitaar
- Ronald(heavy)van Kuringen
- Vital Welten - zang
- Luciano Marras - drums (Scavenger)

## Discografie
- 2002 - Promo 2002 (Demo)
- 2006 - Inflict The Inevitable
- 2008 - Off The Face Of The Earth